# 1-chloorpropaan
1-chloorpropaan, ook bekend als n-propylchloride, is een organische verbinding met als brutoformule C3H7Cl. De zuivere stof komt voor als een kleurloze en ontvlambare vloeistof, die zeer slecht oplosbaar is in water. In tegenstelling tot veel halogeenalkanen heeft 1-chloorpropaan een lagere dichtheid dan water.

## Synthese
Hoewel de verbinding via directe radicalaire chlorering van propaan kan bereid worden is dit niet de makkelijkste syntheseroute naar zuiver 1-chloorpropaan. Afhankelijk van de precieze reactieomstandigheden wordt dan ook meer (of iets minder) 2-chloorpropaan gevormd.
De verbinding kan relatief zuiver verkregen worden door 1-propanol met fosfortrichloride te laten reageren in aanwezigheid van zinkchloride als katalysator.

## Toepassingen
1-chloorpropaan wordt gebruikt als alkyleringsreagens, bijvoorbeeld bij de Friedel-Craftsalkylering of bij een SN2-reactie. Verder wordt het gebruikt voor de synthese van het overeenkomstig Grignard-reagens (propylmagnesiumchloride) en andere organometaalverbindingen.